# Сімініча (комуна)
Сімініча (рум. Siminicea) — комуна у повіті Сучава в Румунії. До складу комуни входять такі села (дані про населення за 2002 рік):
- Грігорешть (369 осіб)
- Сімініча (2755 осіб)

Комуна розташована на відстані 363 км на північ від Бухареста, 12 км на північний схід від Сучави, 107 км на північний захід від Ясс.

## Населення
За даними перепису населення 2002 року у комуні проживали 3124 особи. Усі жителі комуни рідною мовою назвали румунську.
Національний склад населення комуни:
| Національність | Кількість осіб | Відсоток |
| -------------- | -------------- | -------- |
| румуни         | 3114           | 99,7%    |
| цигани         | 8              | 0,3%     |
| українці       | 2              | 0,1%     |

Склад населення комуни за віросповіданням:
| Релігія       | Кількість осіб | Відсоток |
| ------------- | -------------- | -------- |
| православні   | 2970           | 95,1%    |
| п'ятдесятники | 106            | 3,4%     |
| адвентисти    | 44             | 1,4%     |
| бретрени      | 1              | < 0,1%   |